# Skúli Guðmundsson
Skúli Guðmundsson (25. marts 1924 i Reykjavik – 22. januar 2002 i Reykjavik) var en islandsk atlet, som i lang tid boede i København og var medlem i Københavns IF. 
Guðmundsson var islandsk rekordholder i højdespring fra 1944-1960. Den første rekord 1944 lød på 1,90 som han samme år i Reykjavik forbedrede til 1,94 og 1950 til 1,96. Det var i hans tid i Danmark at han på Østerbro Stadion 30. juli 1950 satte sin sidste islandske rekord med 1,97, en rekord som stod frem til 1960 da Jón Pétursson blev den første islænding at springe to meter. Skúli Guðmundsson rekord på 1,97 var også klubrekord i KIF frem til 1972. På Island var han medlem af Knattspyrnufélag Reykjavíkur (KR). Han deltog i EM 1946 i Oslo hvor han blev nummer syv i højdespring med 1,90.
Guðmundsson blev uddannet civilingeniør fra Danmarks Tekniske Højskole i 1950 og arbejde i København og på Bornholm frem til 1964.

## Personlige rekorder
- 400 meter: 53,0 (1952)
- 110 meter hæk: 15,8 (1947)
- Højdespring: 1,97 (1950)
- Længdespring 6,70 (1949)
- Trespring: 13,64 (1944)